# WebinarGeek
WebinarGeek is een Nederlands softwarebedrijf dat een webgebaseerd platform aanbiedt voor het organiseren van webinars.

## Geschiedenis
WebinarGeek werd in 2015 opgericht door Remco Treuren in Zoetermeer, Nederland. De software werd ontwikkeld als een toegankelijk alternatief voor bestaande webinarplatforms.
Het platform is vanaf de start ontworpen als browsergebaseerde oplossing die voldoet aan de eisen van de Algemene Verordening Gegevensbescherming (AVG).

## Technologie
WebinarGeek maakt gebruik van WebRTC en andere browsergebaseerde technologieën voor het streamen van video. De software draait volledig in de cloud en vereist geen lokale installatie. Gegevensverwerking vindt plaats op servers binnen de Europese Economische Ruimte. Volgens het bedrijf voldoet de verwerking aan de eisen van de AVG.

## Product
Het platform van WebinarGeek ondersteunt live en vooraf opgenomen webinars, met functionaliteit voor interactie zoals chat en polls. De software bevat voorzieningen voor registratiebeheer, geautomatiseerde communicatie en het verzamelen van statistieken. Er is een API beschikbaar voor integratie met andere systemen.